# جغرافیای سوئیس

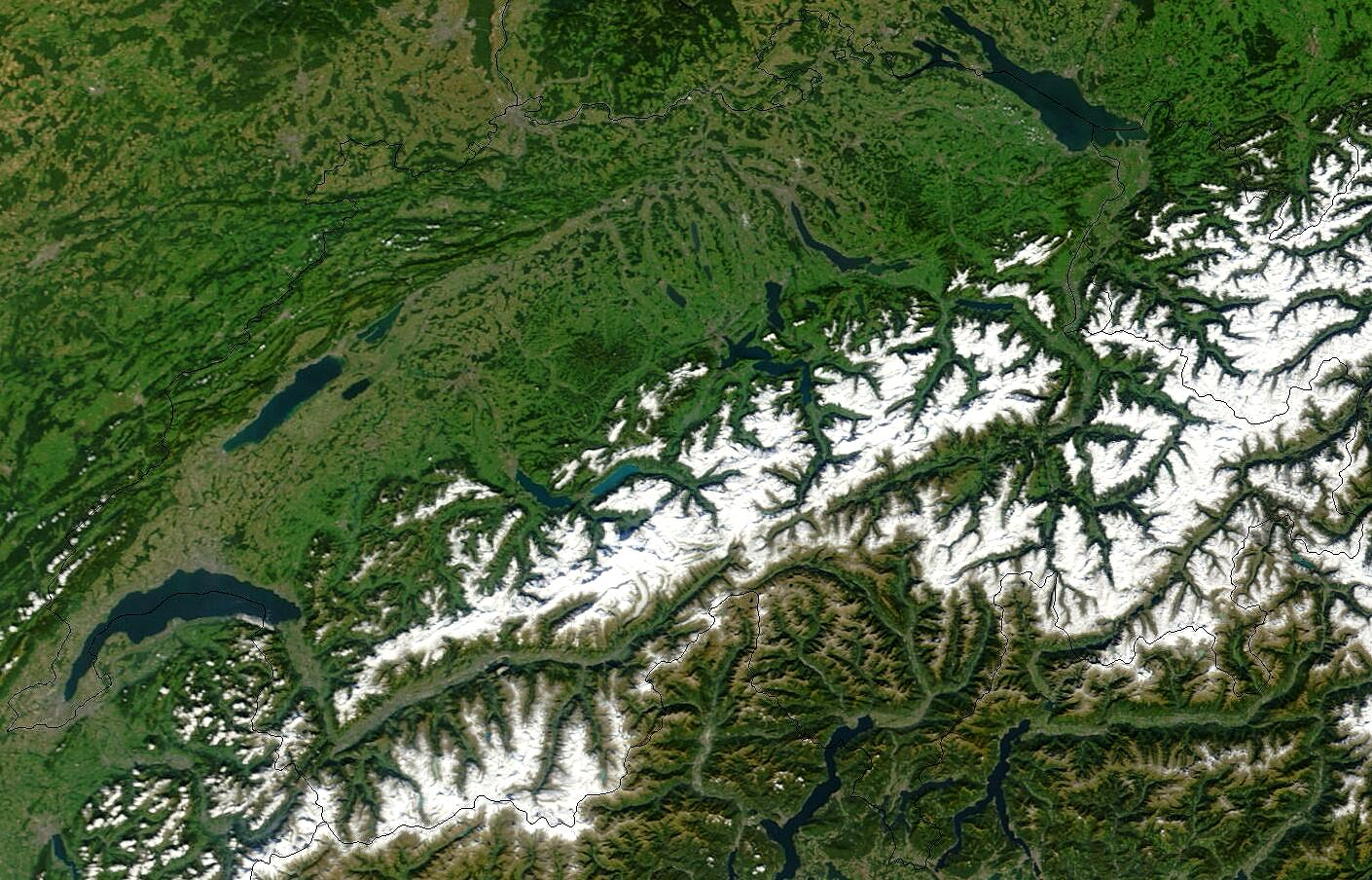
تصویر ماهواره‌ای

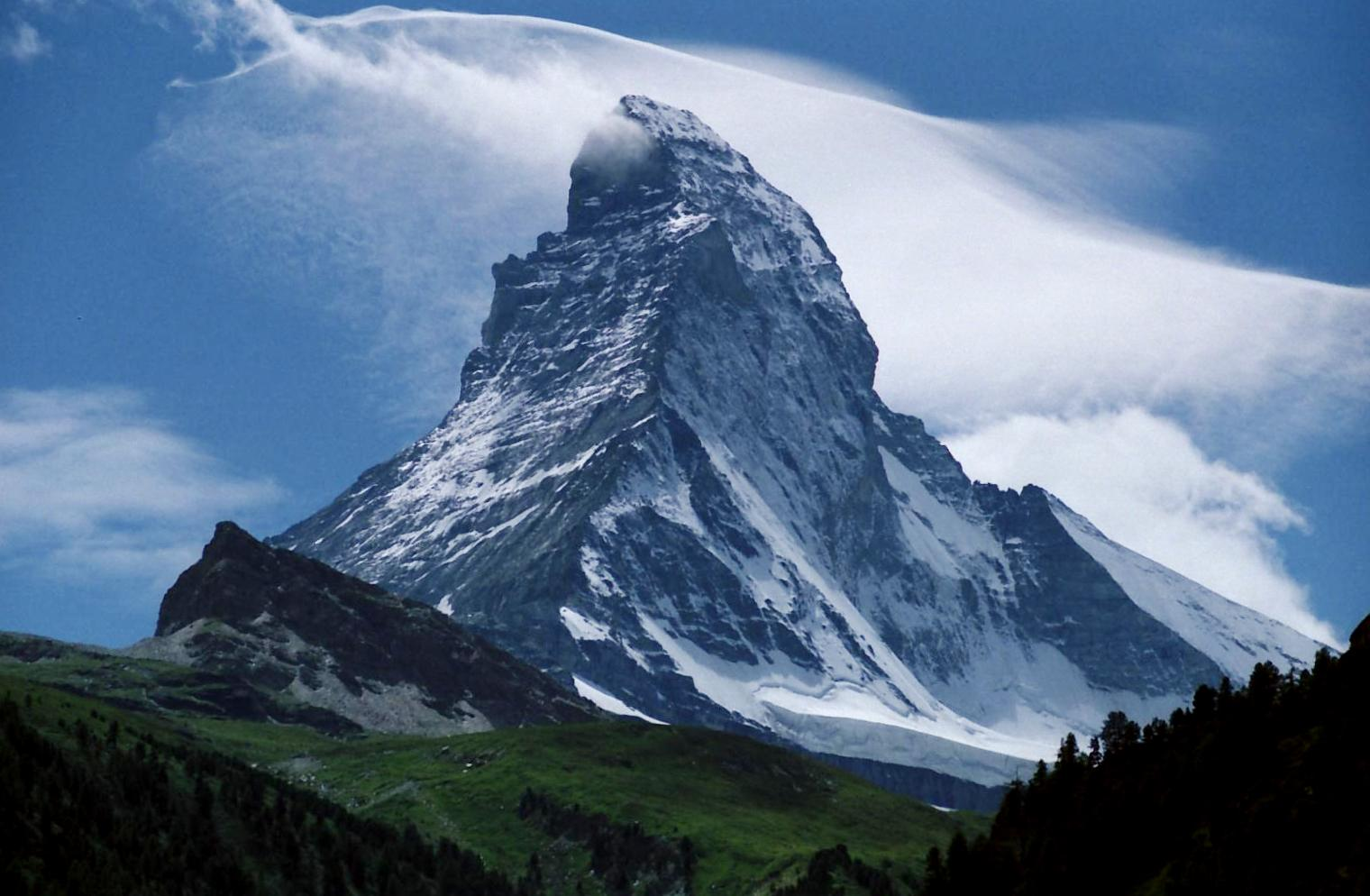
از نمادهای سوئیس

سوئیس (آلمانی: Schweiz، فرانسه: Suisse، ایتالیایی: Svizzera) با نام رسمی کنفدراسیون سوئیس (به لاتین: Confoederatio Helvetica)، کشوری است در اروپای غربی که از شمال با آلمان، از شرق با اتریش و لیختنشتاین، از جنوب با ایتالیا و از غرب با فرانسه همسایه است.
این کشور ۷٫۵ میلیون نفر جمعیت و مساحتی بالغ بر ۴۱٬۲۹۰ کیلومتر مربع دارد. سوییس کشوری است به صورت جمهوری فدرال و از ۲۶ ایالت تشکیل شده‌است که «کانتون» خوانده می‌شوند.
پایتخت سوییس شهر برن است و قطب‌های اقتصادی این کشور دو شهر جهانی ژنو و زوریخ هستند.

## جغرافیا
سوییس با مساحت ۴۱٬۲۸۵ کیلومتر مربع کشور نسبتاً کوچکی است و با جمعیت ۷٫۵ میلیونی دارای تراکم جمعیت متوسطی به اندازه ۱۸۲ نفر در هر کیلومتر مربع می‌باشد. این تراکم در مناطق جنوبی سوییس که کوهستانی است کمتر از میانگین می‌باشد درحالی که قسمت‌های شمالی پرتراکم‌تر می‌باشند.
سوییس به‌طور کلی به سه منطقه جغرافیایی تقسیم می‌شود: کوه‌های آلپ سوئیس، ناحیه «میتلاند» یا فلات سوییس و کوه‌های ژورا در ناحیه شمال‌غربی و حوالی مرز فرانسه.

## فهرست ایالت‌ها

### تقسیمات سیاسی
|  |

| ناحیه                    | استان               | ناحیه               | استان                 |
| ------------------------ | ------------------- | ------------------- | --------------------- |
| Northwestern Switzerland | ایالت آرگاو         | Central Switzerland | ایالت لوسرن           |
| Northwestern Switzerland | ایالت بازل-لاندشافت | Central Switzerland | ایالت نیدوالدن        |
| Northwestern Switzerland | ایالت بازل اشتاد    | Central Switzerland | ایالت ابوالدن         |
| Espace Mittelland        | ایالت برن           | Central Switzerland | ایالت شویتز           |
| Espace Mittelland        | ایالت فریبورگ       | Central Switzerland | ایالت آوری            |
| Espace Mittelland        | ایالت ژورا          | Central Switzerland | ایالت زوگ             |
| Espace Mittelland        | ایالت نوشاتل        | Eastern Switzerland | ایالت آپنتزل آوسرهودن |
| Espace Mittelland        | ایالت سولوتهورن     | Eastern Switzerland | ایالت آپنتزل اینرهودن |
| Lake Geneva              | ایالت ژنو           | Eastern Switzerland | ایالت گلاروس          |
| Lake Geneva              | ایالت وله           | Eastern Switzerland | ایالت گراوبوندن       |
| Lake Geneva              | ایالت وو            | Eastern Switzerland | ایالت شاف‌هاوزن        |
| ایالت زوریخ              | ایالت زوریخ         | Eastern Switzerland | ایالت سانکت گالن      |
| ایالت تیچینو             | ایالت تیچینو        | Eastern Switzerland | ایالت تورگاو          |

الگو:نقشه برچسب‌دار ایالت‌های سوییس
سوئیس ۲۶ ایالت (کانتون) دارد:
| ردیف | نام ایالت              | شهر بزرگ ایالت |
| ---- | ---------------------- | -------------- |
| ۱    | آپینزیل آپنزل آوسررودن | هیریساو        |
| ۲    | آپینزیل انرودن         | آپینزیل        |
| ۳    | آرگاو                  | آراو           |
| ۴    | اوبوالدن               | سارنن          |
| ۵    | بازل                   | بازل           |
| ۶    | بازل لاندشافت          | لیستال         |
| ۷    | برن                    | برن            |
| ۸    | تورگو                  | فرونفیلد       |
| ۹    | تیچینو                 | بیلینزونا      |
| ۱۰   | زوریخ                  | زوریخ          |
| ۱۱   | زوگ                    | زوگ            |
| ۱۲   | ژنو                    | ژنو            |
| ۱۳   | سن گالن                | سن گالن        |
| ۱۴   | سولوتورن               | سولوتورن       |
| ۱۵   | شفوزان                 | شافهاوزن       |
| ۱۶   | شوئیز                  | شویدز          |
| ۱۷   | فریبورگ                | فریبورگ        |
| ۱۸   | گروبوندان              | خور            |
| ۱۹   | گلاروس                 | گلارول         |
| ۲۰   | لوسرن                  | لوسرن          |
| ۲۱   | ندوالدن                | اشتانز         |
| ۲۲   | نوشتل                  | نوشتل          |
| ۲۳   | واد                    | لوزان          |
| ۲۴   | والیس                  | سیوون          |
| ۲۵   | یورا                   | دیلیموند       |
| ۲۶   | یوری                   | آلت دورف       |

## موافقت نامه‌های بین‌المللی
- پیمان‌نامه جنوبگان
- مارپل ۷۸/۷۳
- معاهده رامسر

امضا شده، اما تصویب نشده:
- پیمان کیوتو
- کنوانسیون ملل متحد در مورد حقوق دریاها[۴]

## منطقه و مرز
منطقه:

کل:
۴۱٬۲۹۰ کیلومتر مربع (۱۵٬۹۴۰ مایل مربع)

زمینی:
۳۹٬۷۷۰ کیلومتر مربع (۱۵٬۳۶۰ مایل مربع)

آبی:
۱٬۵۲۰ کیلومتر مربع (۵۹۰ مایل مربع)

## مرزهای زمینی
| کشور        | کیلومتر | مایل  | استان | پایین‌ترین نقطه                   | مرتفع‌ترین نقطه                          |
| ----------- | ------- | ----- | --- | -------------------------------- | --------------------------------------- |
| ایتالیا     | ۷۳۴٫۲   | ۴۶۰   | ایالت وله ایالت تیچینو ایالت گراوبوندن                                                                    | دریاچه ماجیوره (۱۹۳ m)           | Grenzgipfel (۴٬۶۱۸ m)                   |
| فرانسه      | ۵۷۱٫۸   | ۳۵۶   | ایالت بازل اشتاد ایالت بازل-لاندشافت ایالت سولوتهورن ایالت ژورا ایالت نوشاتل ایالت وو ایالت ژنو ایالت وله | راین (رود) at Basel (246 m)      | Aiguille d'Argentière (۳٬۹۰۱ m)         |
| آلمان       | ۳۴۵٫۷   | ۲۰۸   | ایالت بازل اشتاد ایالت بازل-لاندشافت ایالت آرگاو ایالت زوریخ ایالت شاف‌هاوزن ایالت تورگاو ایالت سانکت گالن | راین (رود) at Basel (246 m)      | Randen mountains near Beggingen (900 m) |
| اتریش       | ۱۶۵٫۱   | ۱۰۲   | ایالت سانکت گالن ایالت گراوبوندن                                                                          | دریاچه کنستانس (۳۹۵ m)           | Fluchthorn (۳٬۳۹۸ m)                    |
| لیختن‌اشتاین | ۴۱٫۱    | ۲۵    | ایالت سانکت گالن ایالت گراوبوندن                                                                          | راین (رود) near Sennwald (430 m) | Grauspitz (2599 m)                      |
| Total       | ۱۸۵۲    | ۱٬۱۵۱ | the ones mentioned above                                                                                  | دریاچه ماجیوره (۱۹۳ m)           | Grenzgipfel (۴٬۶۱۸ m)                   |

پستی و بلندی‌ها:

پایین‌ترین نقطه:
دریاچه ماجیوره: ۱۹۳ متر (۶۳۳ فوت)

بالاترین نقطه:
مونت روزا: ۴٬۶۳۴ متر (۱۵٬۲۰۳ فوت)

عمیق‌ترین نقطه:
در دریاچه ماجیوره: −۷۹ متر (−۲۵۹ فوت)

## سایت‌های میراث جهانی طبیعی

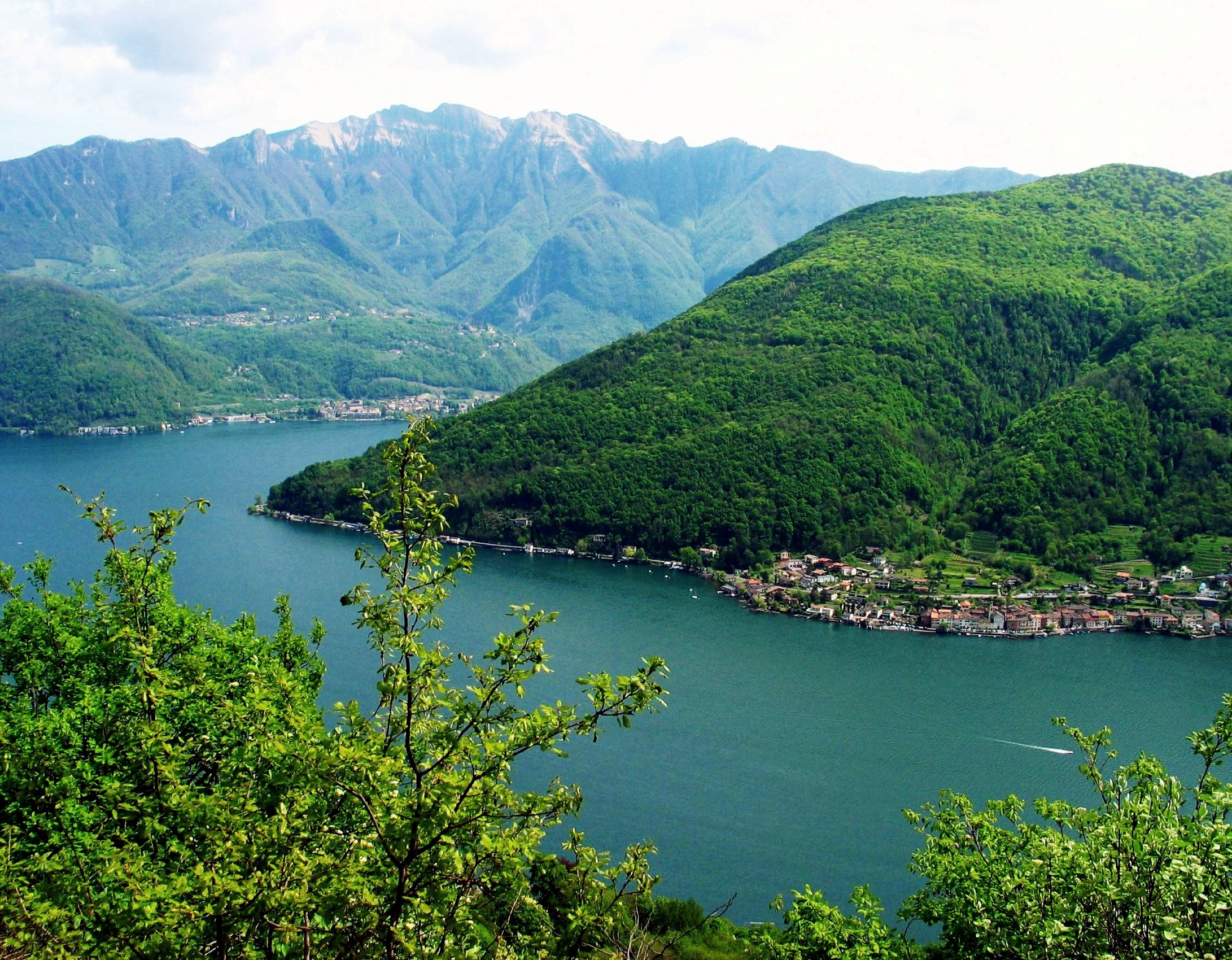
مونته سن جورجو
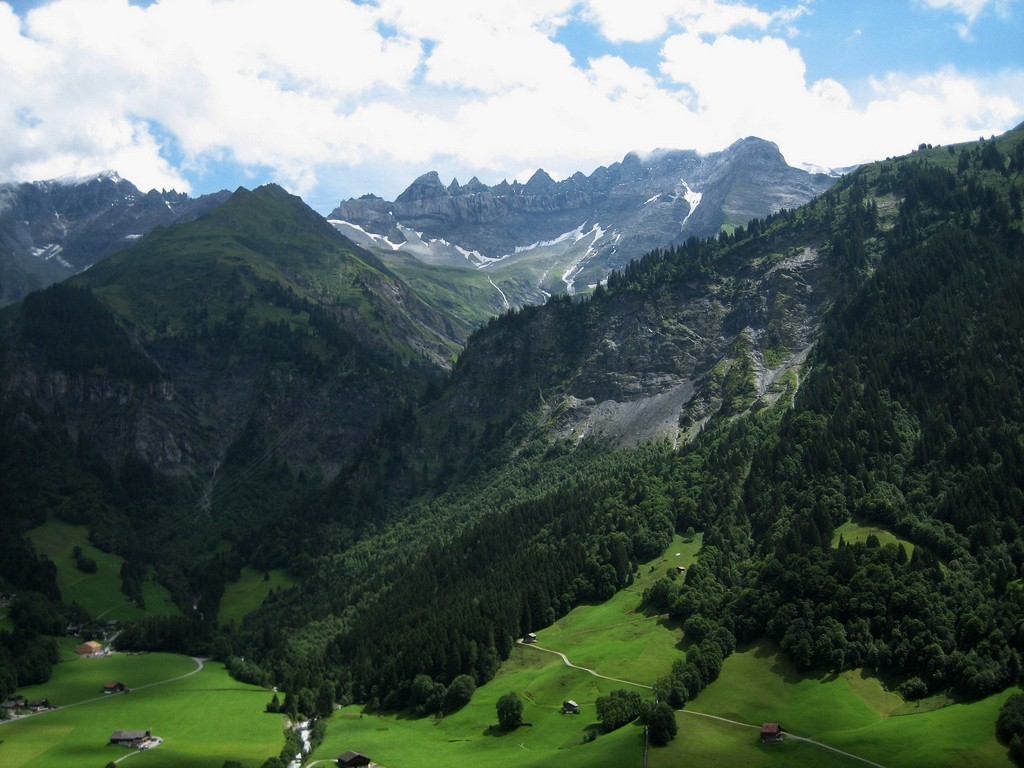
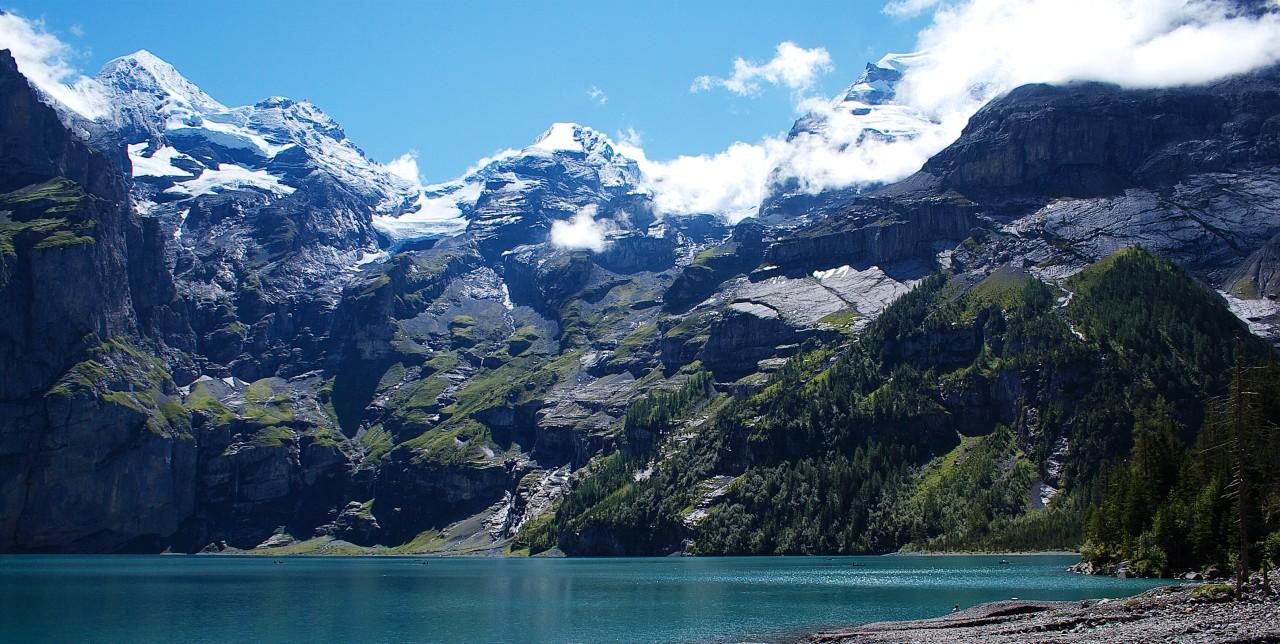
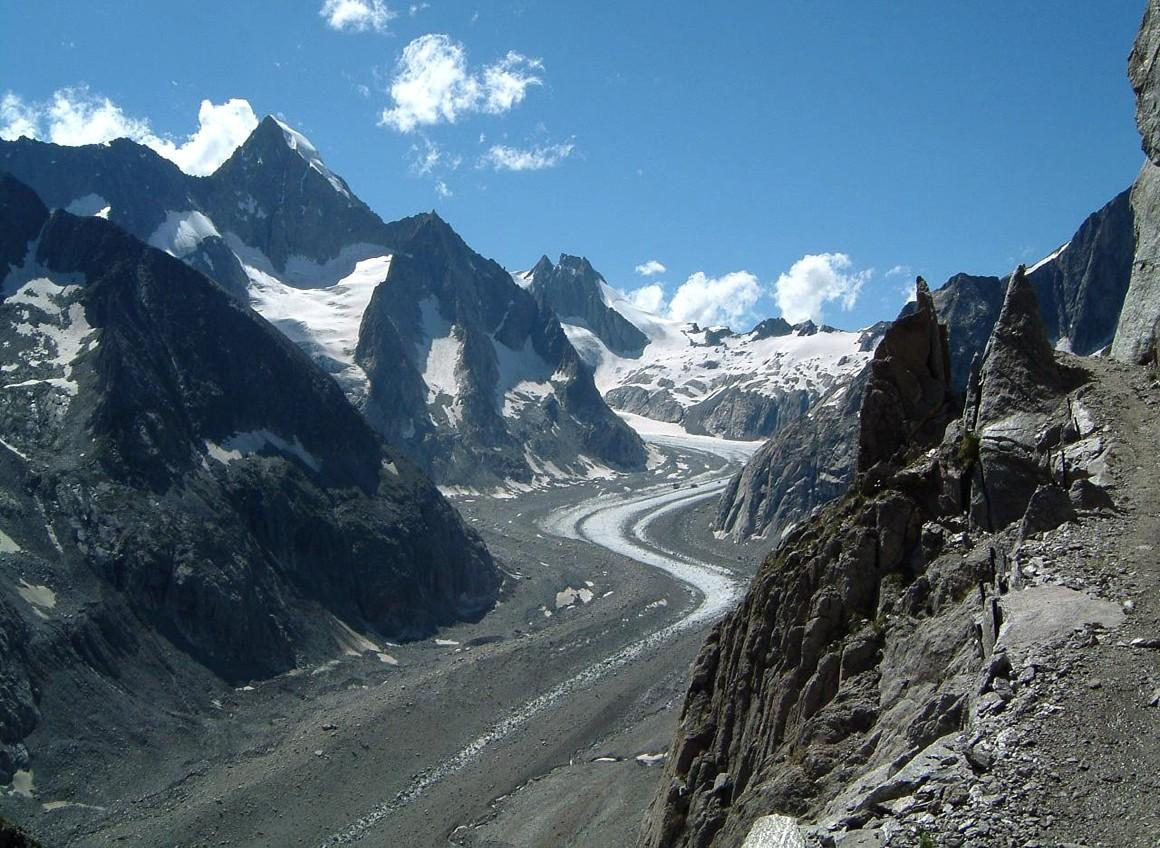
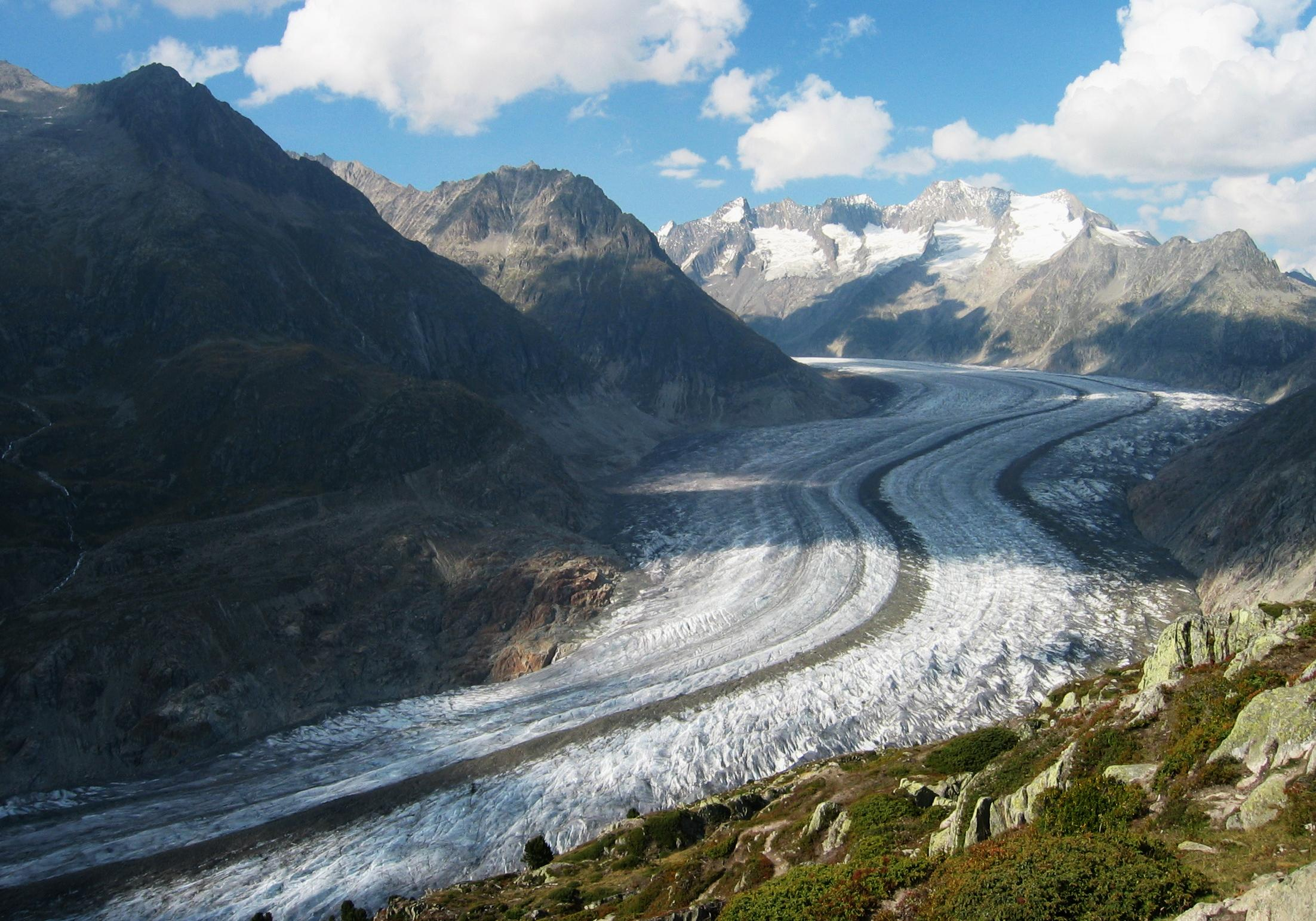
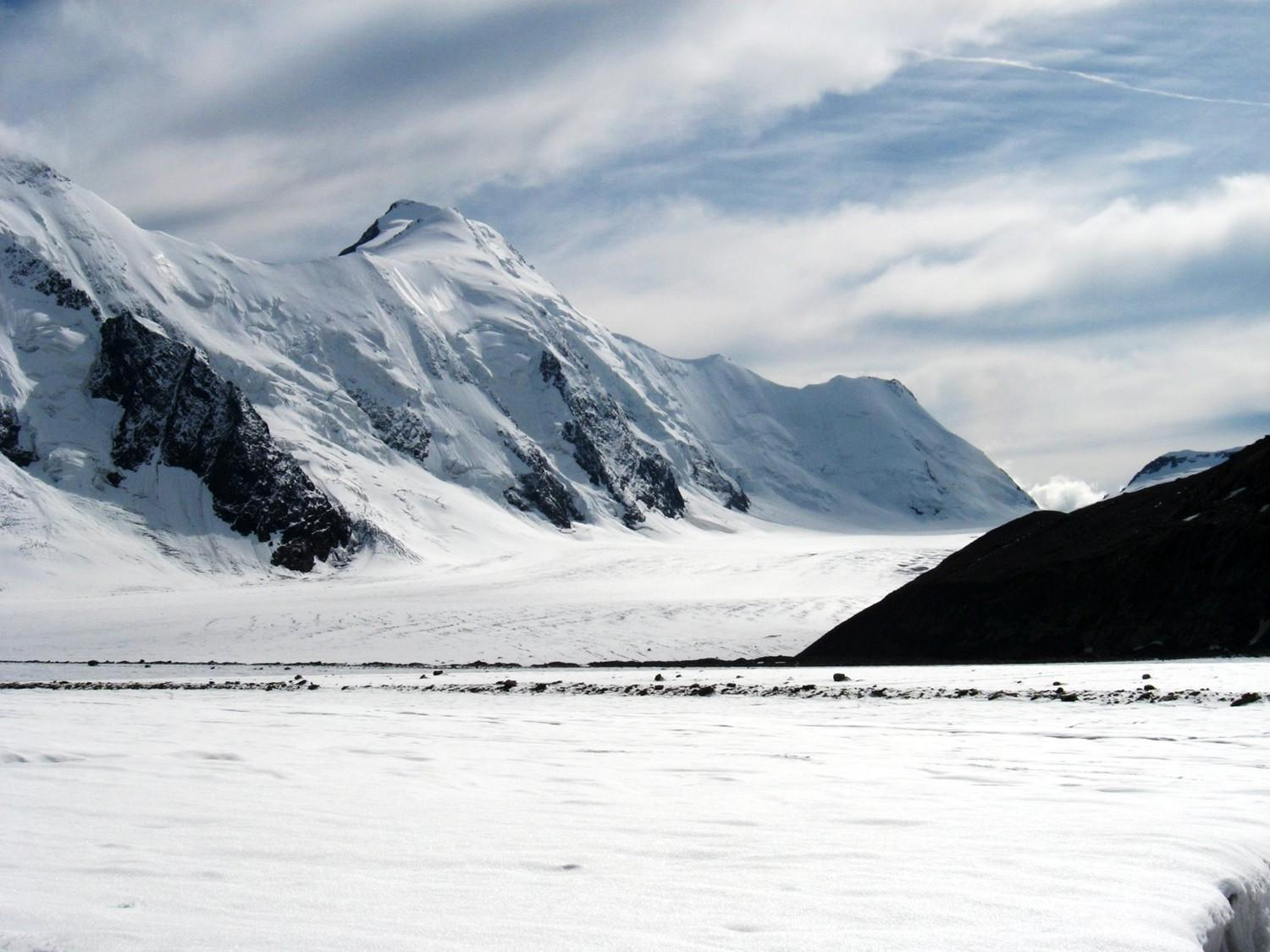
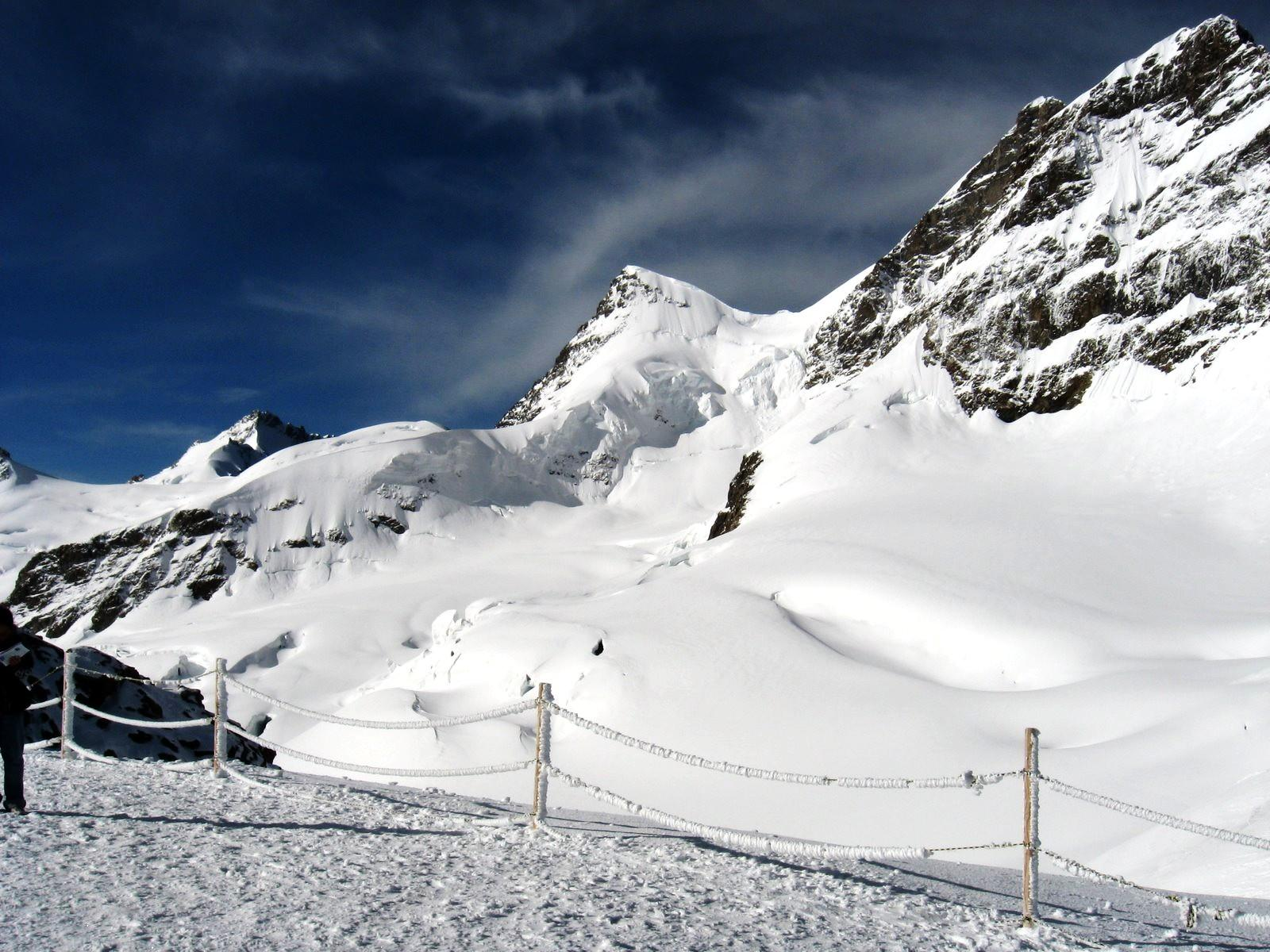
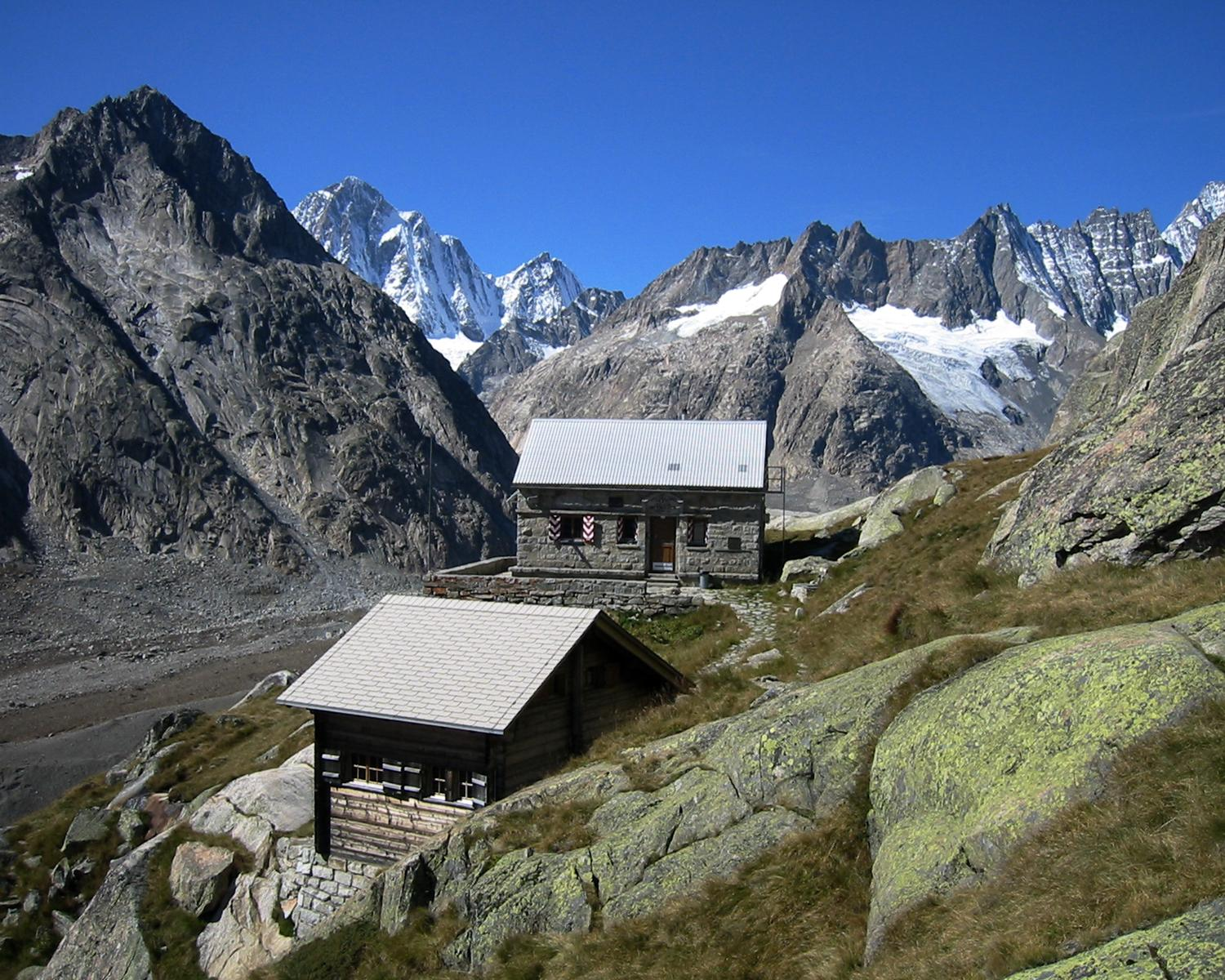

## یادداشت
1. ↑  ناحیه‌های ایتالیا of واله دائوستا (canton of Valais), پیمونت (cantons of Valais and Ticino), لمباردی (cantons of Ticino and Graubünden) and ترنتینو آلتو آدیجه (canton of Graubünden)
2. ↑  شهرستان‌های فرانسه of اوت-رن (cantons of Basel-Stadt, Basel-Landschaft, Solothurn and Jura), تریتوآر دو بلفور (canton of Jura), دو (فرانسه) (cantons of Vaud, Neuchâtel and Jura), ژورا (بخش) (canton of Vaud), ان (فرانسه) (cantons of Vaud and Geneva) and اوت سووآ (cantons of Geneva, Vaud and Valais)
3. ↑  ایالت‌های آلمان of بایرن (cantons of St. Gallen and Thurgau) and بادن-وورتمبرگ (cantons of St. Gallen, Thurgau, Schaffhausen, Zurich, Aargau, Basel-Landschaft and Basel-Stadt)
4. ↑  ایالت‌های اتریش of تیرول (canton of Graubünden) and فورآرلبرگ (cantons of Graubünden and St. Gallen)

## پیوند به بیرن
- CIA World Factbook بایگانی‌شده  در ۱۵ مه ۲۰۲۰ توسط Wayback Machine
- About.ch – Geography of Switzerland